# Jaciment arqueològic de Montaspre
El Mont Aspre és un jaciment prehistòric que es troba a Sant Julià de Ramis (Gironès), inclòs a l'Inventari del Patrimoni Arqueològic i Paleontològic de Catalunya.
Es troba en una muntanya de roca calcària molt erosionada, a ponent de Sant Julià de Ramis, en un lloc molt dominant sobre la vall del riu Ter. És una estació a l'aire lliure del Paleolític inferior.

## Descobriment i història de les intervencions arqueològiques
Descobert l'any 1967 per Miquel Oliva i Prat, l'any 1982 l'Associació Arqueològica de Girona, hi va recollir tota mena de peces d'indústria lítica, des de còdols tallats a petits esclats retocats. Per la poca densitat de material lític i la situació geogràfica del conjunt, es proposa que es tracti de petites estacions de pas entre dues zones d'ocupació paleolítica important, la Vall Mitja del Ter i la Cubeta de Banyoles.

## Troballes
Fragments de ceràmica ibèrica: comunes oxidades i reduïdes, grolleres i algun fragment d'àmfora de boca plana. D'altra banda en tot el vessant sud del Mont Aspre apareixen en superfície petites concentracions de material lític. Cap d'aquestes concentracions sobrepassa el centenar de peces. El conjunt de materials es compon fonamentalment de petites ascles i alguns còdols tallats de quarsita. La tècnica de talla és centrípeta i bifacial.